# Hongkong op de Olympische Zomerspelen 2008
Hongkong nam deel aan de Olympische Zomerspelen 2008 in Peking, China. Hongkong debuteerde op de Zomerspelen in 1952 en deed in 2008 voor de veertiende keer mee. In tegenstelling tot de vorige editie werd geen medaille gewonnen.

## Deelnemers en resultaten per onderdeel

### Atletiek
| Olympiër    | Discipline | Resultaat | Prestatie             |
| ----------- | ---------- | --------- | --------------------- |
| Lai Chun Ho | 100m (m)   | 56e       | serie 8: 7de in 10,63 |
|             |            |           |                       |
| Kin Yee Wan | 100m (v)   | 60e       | serie 3: 6de in 12,36 |

### Badminton
| Olympiër    | Discipline    | Resultaat | Prestatie |
| ----------- | ------------- | --------- | --- |
| Ng Wei      | enkelspel (m) | 9e        | 1ste ronde: V van CHN Lin: 11-21, 12-21                                                                      |
|             |               |           | |
| Wang Chen   | enkelspel (v) | 9e        | 1ste ronde: vrij 2de ronde: W van SVK Sládeková: 21-7, 21-7 3de ronde: V van IND Nehwal: 19-21, 21-11, 11-21 |
| Yip Pui Yin | enkelspel (v) | 33e       | 1ste ronde: V van GBR Hallam: 15-21, 17-21                                                                   |

### Paardensport
| Olympiër                               | Discipline     | Resultaat      | Prestatie                              |
| Springconcours                         | Springconcours | Springconcours | Springconcours                         |
| -------------------------------------- | -------------- | -------------- | -------------------------------------- |
| Kenneth Cheng                          | individueel    | 57e            | kwalificatie: 57ste met 27 strafpunten |
| Patrick Lam                            | individueel    | 46e            | kwalificatie: 46ste met 45 strafpunten |
| Samantha Lam                           | individueel    | 63e            | kwalificatie: 63ste met 43 strafpunten |
| Kenneth Cheng Patrick Lam Samantha Lam | team           | 15e            | 59 strafpunten                         |

### Roeien
| Olympiër                   | Discipline             | Resultaat | Prestatie |
| -------------------------- | ---------------------- | --------- | --- |
| Law Hiu Fung               | skiff (m)              | 20e       | serie 3: 3de in 7.45,96 kwartfinale 3: 6de in 7.29,21 halve finale C/D: 6de in 7.32,61 finale D: 2de in 7.06,17  |
| Chow Kwong Wing So Sau Wah | lichte dubbel-twee (m) | 16e       | serie 4: 4de in 6.34,51 herkansingen: 5de in 6.58,71 halve finale C/D: 3de in 6.33,79 finale C: 4de in 6.34,48   |
|                            |                        |           | |
| Lee Ka Man                 | skiff (v)              | 23e       | serie 2: 5de in 8.23,02 kwartfinale 4: 6de in 8.04,68 halve finale C/D: 6de in 8.30,80 finale E: 1ste in 7.56,07 |

### Schermen
| Olympiër        | Discipline | Resultaat | Prestatie                                       |
| --------------- | ---------- | --------- | ----------------------------------------------- |
| Lau Kwok Kin    | floret (m) | 17e       | 1ste ronde: V van JPN Chida: 6-15               |
|                 |            |           |                                                 |
| Yeung Chui Ling | degen (v)  | 17e       | 1ste ronde: V van HUN Mincza-Nébald: 11-15      |
| Chow Tsz Ki     | sabel (v)  | 9e        | 1ste ronde: vrij 2de ronde: V van CHN Bao: 5-15 |

### Schietsport
| Olympiër | Discipline              | Resultaat | Prestatie                                   |
| -------- | ----------------------- | --------- | ------------------------------------------- |
| Wong Fai | 25m snelvuurpistool (m) | 6e        | kwalificatie: 18de met 558 punten (282-276) |

### Tafeltennis
| Olympiër                        | Discipline    | Resultaat | Prestatie |
| ------------------------------- | ------------- | --------- | --- |
| Cheung Yuk                      | enkelspel (m) | 17e       | voorronde: vrij 1ste ronde: vrij 2de ronde: vrij 3de ronde: V van SWE Persson: 1-4 (9-11, 7-11, 4-11, 11-9, 2-11) |
| Ko Lai Chak                     | enkelspel (m) | 5e        | voorronde: vrij 1ste ronde: vrij 2de ronde: W van GRE Gionis: 4-3 (11-5, 7-11, 11-4, 10-12, 11-8, 4-11, 11-4) 3de ronde: W van KOR Ryu: 4-2 (11-7, 11-8, 11-6, 4-11, 5-11, 12-10) 4de ronde: W van GER Ovtcharov: 4-1 (11-4, 11-7, 11-4, 1-11, 11-1) kwartfinale: V van CHN Wang: 1-4 (7-11, 11-8, 6-11, 7-11, 9-11) |
| Li Ching                        | enkelspel (m) | 9e        | voorronde: vrij 1ste ronde: vrij 2de ronde: vrij 3de ronde: W van PRK Jang: 4-1 (11-4, 11-9, 11-8, 9-11, 11-8) 4de ronde: V van CRO Ruiwu: 2-4 (11-9, 6-11, 12-10, 8-11, 11-13, 5-11) |
| Cheung Yuk Ko Lai Chak Li Ching | team (m)      | 5e        | groep D: 2de V van Japan: 0-3 W van Nigeria: 3-0 W van Rusland: 3-1 herkansingen: W van Chinees Taipei 3-0 herkansingen 2: V van Zuid-Korea: 1-3 |
|                                 |               |           | |
| Lau Sui Fei                     | enkelspel (v) | 17e       | voorronde: vrij 1ste ronde: vrij 2de ronde: W van FRA Fang: 4-1 (11-3, 9-11, 11-3, 11-8, 11-4) 3de ronde: V van CHN Guo: 0-4 (2-11, 8-11, 6-11, 6-11) |
| Lin Ling                        | enkelspel (v) | 9e        | voorronde: vrij 1ste ronde: vrij 2de ronde: vrij 3de ronde: W van BLR Kostromina: 4-0 (11-6, 11-3, 11-6, 11-8) 4de ronde: V van SIN Li: 3-4 (11-4, 12-14, 12-10, 8-11, 11-5, 9-11, 11-13) |
| Tie Yana                        | enkelspel (v) | 5e        | voorronde: vrij 1ste ronde: vrij 2de ronde: vrij 3de ronde: W van ESP Shen: 4-1 (6-11, 11-7, 12-10, 11-4, 11-5) 4de ronde: W van AUT Qiangbing: 4-3 (11-9, 9-11, 2-11, 11-2, 11-9, 8-11, 11-3) kwartfinale: V van CHN Wang: 1-4 (5-11, 4-11, 13-11, 2-11, 4-11)                                                      |
| Lau Sui Fei Lin Ling Tie Yana   | team (v)      | 5e        | groep C: 1ste W van Roemenië: 3-0 W van Polen: 3-0 W van Duitsland: 3-0 halve finale: V van China 0-3 herkansingen: V van Japan: 2-3 |

### Triatlon
| Olympiër          | Discipline | Resultaat | Prestatie      |
| ----------------- | ---------- | --------- | -------------- |
| Daniel Chi Wo Lee | mannen     | 43e       | 1:54.40,78     |
|                   |            |           |                |
| Tania So Ning Mak | vrouwen    | DNF       | niet gefinisht |

### Wielersport
| Olympiër           | Discipline       | Resultaat | Prestatie      |
| Baan               | Baan             | Baan      | Baan           |
| ------------------ | ---------------- | --------- | -------------- |
| Wong Kam-Po        | puntenkoers (m)  | 15e       | 5 punten       |
|                    |                  |           |                |
| Wan Yiu Jamie Wong | puntenkoers (v)  | 15e       | 0 punten       |
| Moutainbike        |                  |           |                |
| Chan Chun Hing     | mannen           | DNF       | niet gefinisht |
| Weg                |                  |           |                |
| Wu Kin San         | wegwedstrijd (m) | 89e       | 7:05.57        |

### Zeilen
| Olympiër      | Discipline | Resultaat | Prestatie                                |
| ------------- | ---------- | --------- | ---------------------------------------- |
| Chan King Yin | RS:X (m)   | 6e        | 84 punten: (5-4-2-5-3-33-21-27-7-8-2)    |
|               |            |           |                                          |
| Chan Wai Kei  | RS:X (v)   | 9e        | 93 punten: (10-10-6-13-7-12-6-7-14-4-18) |

### Zwemmen
| Olympiër                  | Discipline           | Resultaat | Prestatie                |
| ------------------------- | -------------------- | --------- | ------------------------ |
| Yu Ning Elaine Chan       | 50m vrije slag (v)   | 44e       | serie 7: 5de in 26,54    |
| Hannah Jane Arnett Wilson | 100m vrije slag (v)  | 26e       | serie 3: 1ste in 55,32   |
| Hoi Shun Stephanie Au     | 200m vrije slag (v)  | 31e       | serie 2: 3de in 2.00,85  |
| Hoi Shun Stephanie Au     | 400m vrije slag (v)  | 24e       | serie 3: 3de in 4.14,82  |
| Hoi Shun Stephanie Au     | 800m vrije slag (v)  | 29e       | serie 1: 1ste in 8.41,66 |
| Hiu Wai Sherry Tsai       | 100m vrije slag (v)  | 34e       | serie 3: 5de in 1.02,68  |
| Hannah Jane Arnett Wilson | 100m vlinderslag (v) | 30e       | serie 3: 2de in 59,35    |
| Hiu Wai Sherry Tsai       | 200m wisselslag (v)  | 33e       | serie 1: 3de in 2.18,91  |

Afghanistan · Albanië · Algerije · Amerikaanse Maagdeneilanden · Amerikaans-Samoa · Andorra · Angola · Antigua en Barbuda · Argentinië · Armenië · Aruba · Australië · Azerbeidzjan · Bahama's · Bahrein · Bangladesh · Barbados · België · Belize · Benin · Bermuda · Bhutan · Bolivia · Bosnië en Herzegovina · Botswana · Brazilië · Britse Maagdeneilanden · Bulgarije · Burkina Faso · Burundi · Cambodja · Canada · Centraal-Afrikaanse Republiek · Chili · China · Chinees Taipei · Colombia · Comoren · Congo-Brazzaville · Congo-Kinshasa · Cookeilanden · Costa Rica · Cuba · Cyprus · Denemarken · Djibouti · Dominica · Dominicaanse Republiek · Duitsland · Ecuador · Egypte · El Salvador · Equatoriaal-Guinea · Eritrea · Estland · Ethiopië · Fiji · Filipijnen · Finland · Frankrijk · Gabon · Gambia · Georgië · Ghana · Grenada · Griekenland · Groot-Brittannië · Guam · Guatemala · Guinee · Guinee‑Bissau · Guyana · Haïti · Honduras · Hongarije · Hongkong · Ierland · IJsland · India · Indonesië · Irak · Iran · Israël · Italië · Ivoorkust · Jamaica · Japan · Jemen · Jordanië · Kaaimaneilanden · Kaapverdië · Kameroen · Kazachstan · Kenia · Kirgizië · Kiribati · Koeweit · Kroatië · Laos · Lesotho · Letland · Libanon · Liberia · Libië · Liechtenstein · Litouwen · Luxemburg · Macedonië · Madagaskar · Malawi · Malediven · Maleisië · Mali · Malta · Marshalleilanden · Marokko · Mauritanië · Mauritius · Mexico · Micronesië · Moldavië · Monaco · Mongolië · Montenegro · Mozambique · Myanmar · Namibië · Nauru · Nederland · Nederlandse Antillen · Nepal · Nicaragua · Nieuw-Zeeland · Niger · Nigeria · Noord-Korea · Noorwegen · Oeganda · Oekraïne · Oezbekistan · Oman · Oostenrijk · Oost‑Timor · Pakistan · Palau · Palestina · Panama · Papoea-Nieuw-Guinea · Paraguay · Peru · Polen · Portugal · Puerto Rico · Qatar · Roemenië · Rusland · Rwanda · Saint Kitts en Nevis · Saint Lucia · Saint Vincent en Grenadines · Salomonseilanden · Samoa · San Marino · Sao Tomé en Principe · Saoedi-Arabië · Senegal · Servië · Seychellen · Sierra Leone · Singapore · Slovenië · Slowakije · Soedan · Somalië · Spanje · Sri Lanka · Suriname · Swaziland · Syrië · Tadzjikistan · Tanzania · Thailand · Togo · Tonga · Trinidad en Tobago · Tsjaad · Tsjechië · Tunesië · Turkije · Turkmenistan · Tuvalu · Uruguay · Vanuatu · Venezuela · Verenigde Arabische Emiraten · Verenigde Staten · Vietnam · Wit-Rusland · Zambia · Zimbabwe · Zuid-Afrika · Zuid-Korea · Zweden · Zwitserland
Uitgesloten van deelname: Brunei